# Pojazd nienormatywny
Ten artykuł należy dopracować:

przedstawiono sytuację tylko z polskiej perspektywy – artykuł powinien być przekrojowy.
Pomóż go poprawić. 

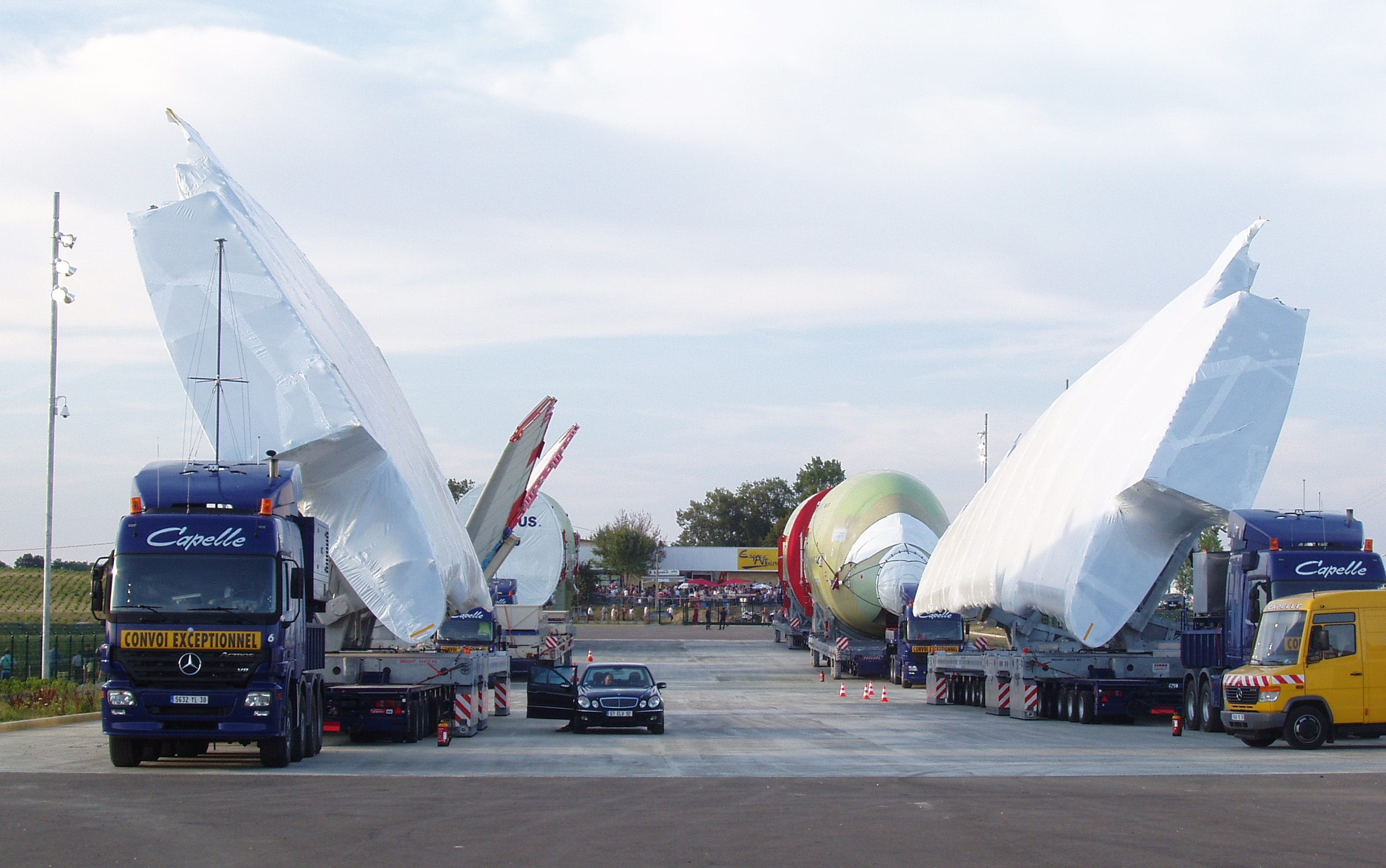
Transport Airbusa A380

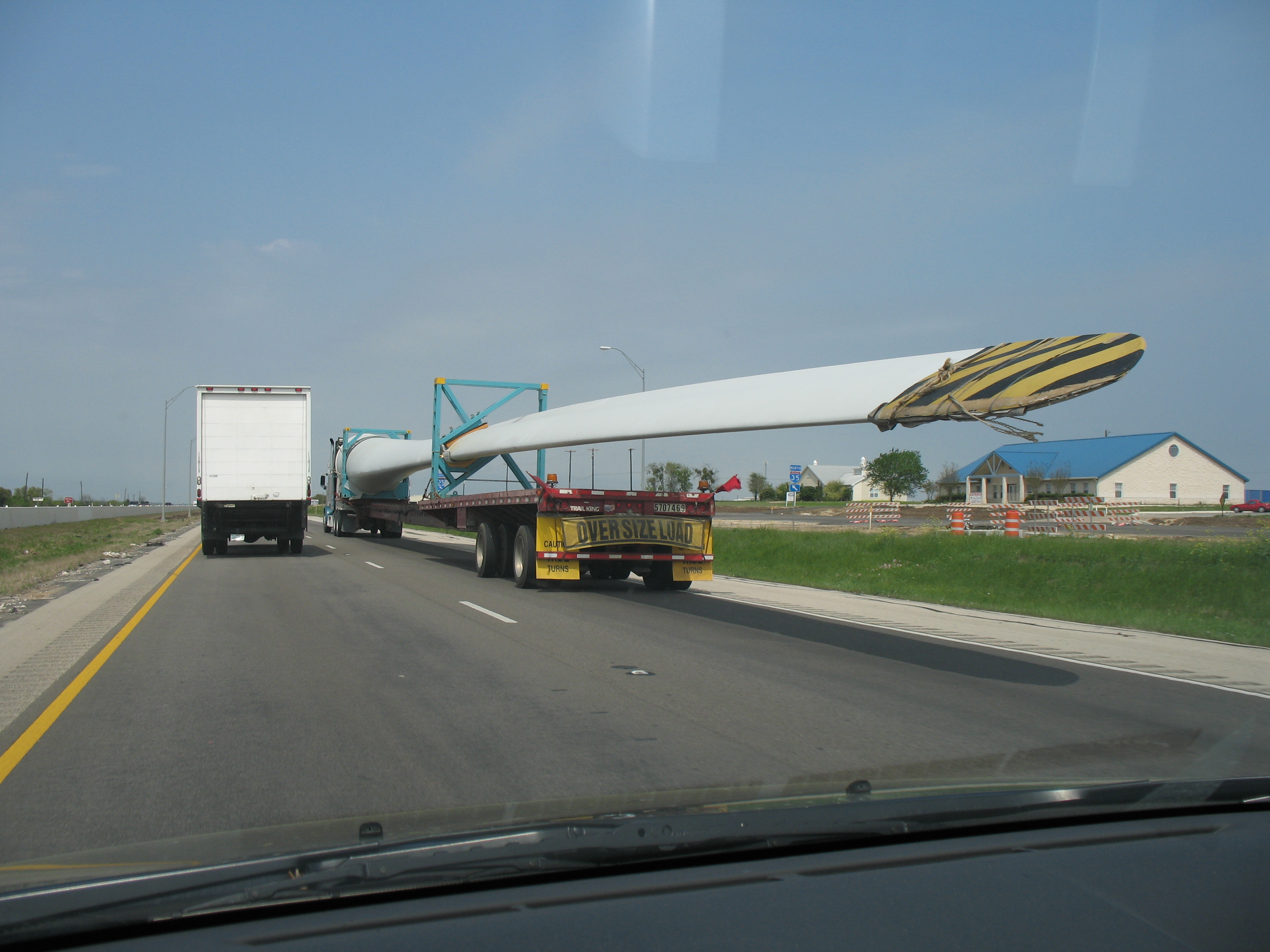
Transport turbiny

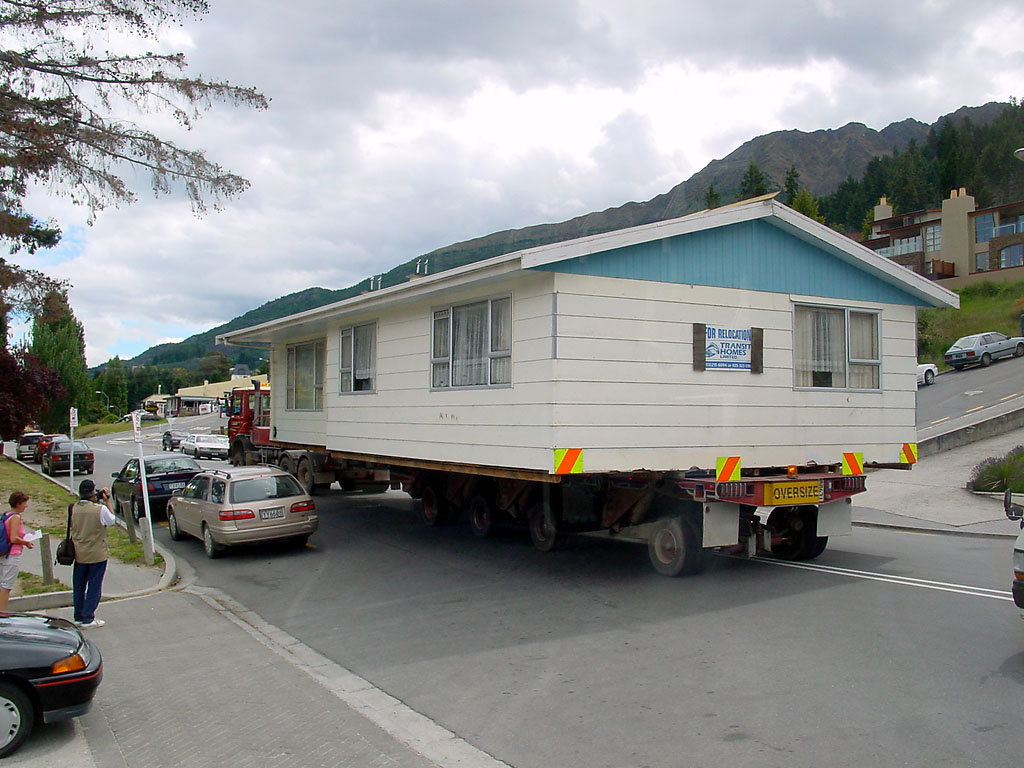
Transport domu

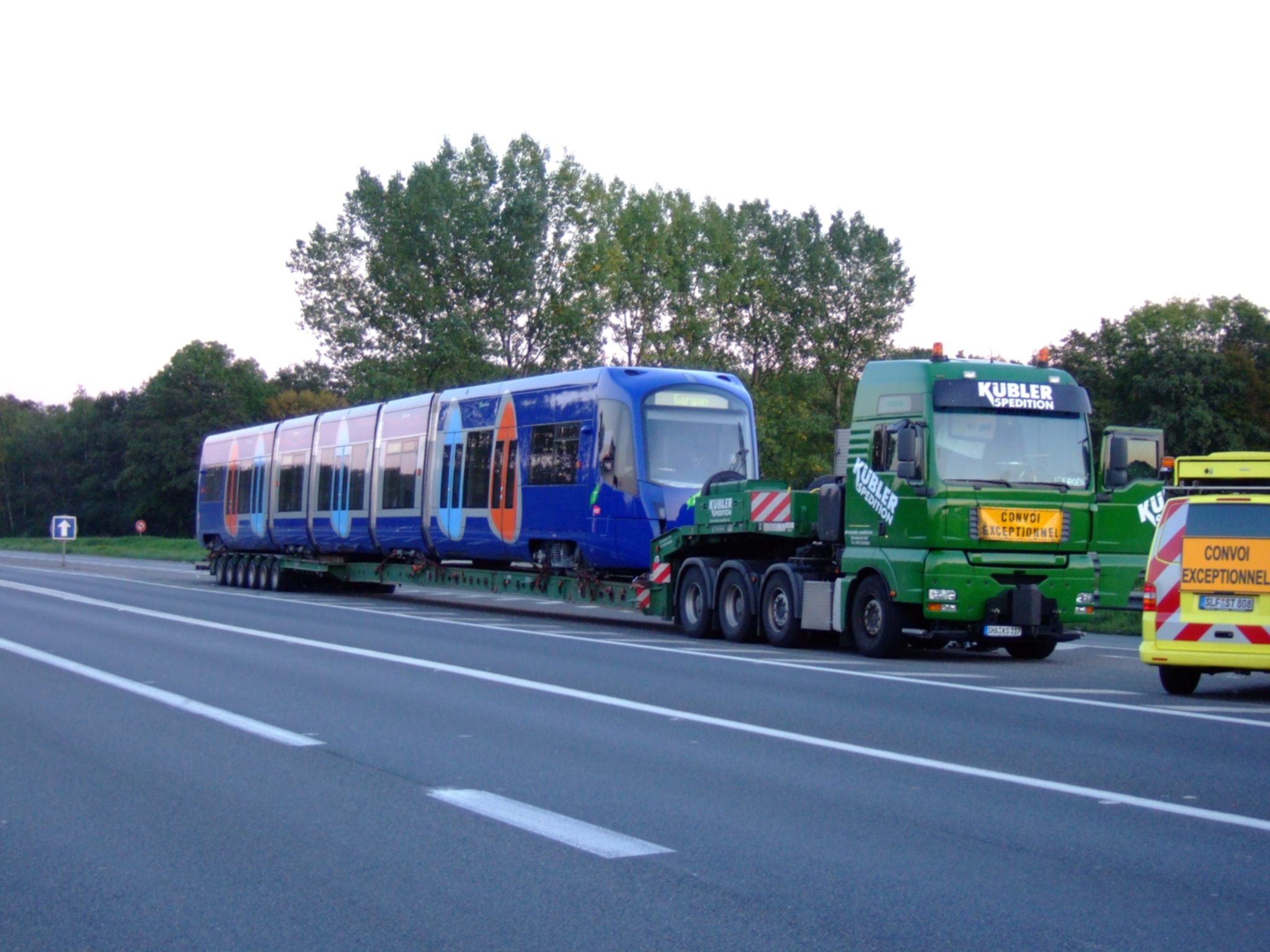
Transport tramwaju

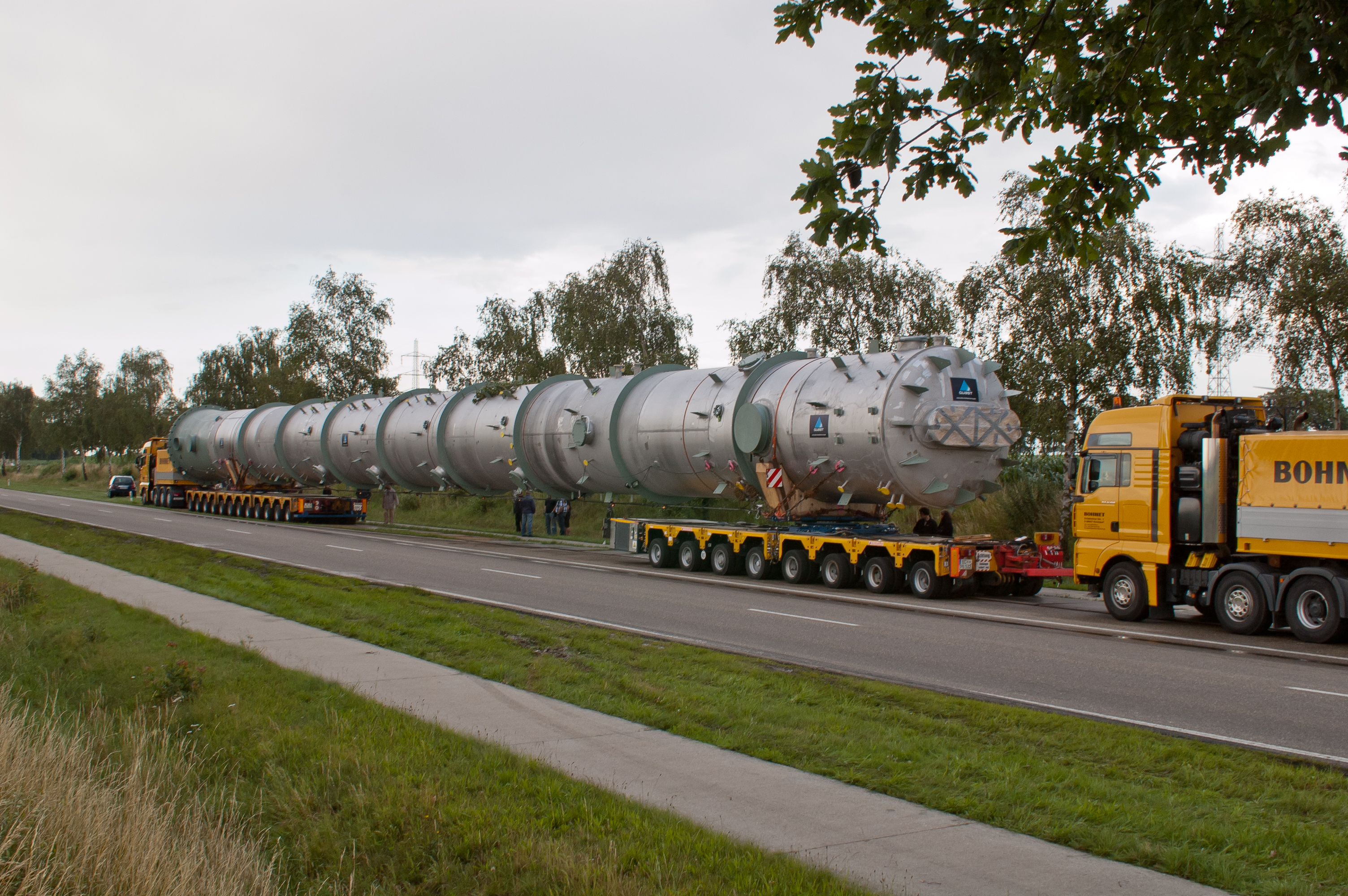

Pojazd nienormatywny – pojazd lub zespół pojazdów, którego naciski osi wraz z ładunkiem lub bez ładunku, wymiary lub rzeczywista masa całkowita wraz z ładunkiem lub bez niego są większe od dopuszczalnych przewidzianych w przepisach Prawa o ruchu drogowym. Poruszający się zazwyczaj w nocy w asyście pilota drogowego.

## Transport ładunków nienormatywnych w Polsce
W Polsce przejazd pojazdu nienormatywnego po drodze publicznej wymaga zezwolenia na przejazd pojazdu nienormatywnego odpowiedniej kategorii wydawanego przez właściwe organy państwowe, które wydawane są w siedmiu kategoriach (każde z zezwoleń pozwala na poruszanie się pojazdami i drogami niższej kategorii):
- Kategoria I

Wydawane na przejazd nienormatywnego pojazdu wolnobieżnego, ciągnika rolniczego albo zespołu pojazdów składającego się z pojazdu wolnobieżnego lub ciągnika rolniczego i przyczepy specjalnej.
- Kategoria II

Zezwolenie wydaje starosta właściwy ze względu na siedzibę wnioskodawcy albo miejsce rozpoczęcia przejazdu.
- Kategoria III

Zezwolenie wydaje Generalny Dyrektor Dróg Krajowych i Autostrad.
- Kategoria IV

Zezwolenie wydaje Generalny Dyrektor Dróg Krajowych i Autostrad. Podmiot posiadający zezwolenie kategorii IV planujący wykonanie przejazdu przez most lub wiadukt po drogach innych niż krajowe pojazdem, którego rzeczywista masa całkowita jest większa od dopuszczalnej, jest obowiązany zawiadomić pisemnie właściwego dla tego mostu lub wiaduktu zarządcę drogi o terminie i trasie planowanego przejazdu w terminie 7 dni roboczych przed datą planowanego przejazdu, przy czym 7. dzień terminu jest ostatecznym dniem wpływu zawiadomienia do organu.
- Kategoria V

Zezwolenie kategorii V na przejazd pojazdu nienormatywnego jest wydawane na jednokrotny lub wielokrotny przejazd po drogach publicznych w wyznaczonym  czasie, na trasie wyznaczonej w zezwoleniu. Zezwolenie wydaje się dla pojazdu, którego ruch ze względu na jego wymiary, masę lub naciski osi nie jest możliwy na podstawie zezwoleń kategorii I–IV.
- Kategoria VI

Istniejące przed 13 marca 2021 r.. Wymagano zawiadomienia zarządcy drogi podobnie jak w kat. V. Zezwolenie kat. VI wydawano dla następujących pojazdów poruszających się po drogach krajowych zgodnie z wykazem wskazanym przez organ wydający dla pojazdów nienormatywnych:

a) o szerokości nieprzekraczającej:
- 3,4 m dla drogi jednojezdniowej,
- 4 m dla drogi dwujezdniowej klasy A (autostrada), S (droga ekspresowa) i GP (drogi krajowe),

b) o długości nieprzekraczającej:
- 15 m dla pojedynczego pojazdu,
- 23 m dla zespołu pojazdów,
- 30 m dla zespołu pojazdów o skrętnych osiach,

c) o wysokości nieprzekraczającej 4,3 m,

d) o rzeczywistej masie całkowitej nieprzekraczającej 60 t,

e) o naciskach osi nieprzekraczających wielkości przewidzianych dla dróg o dopuszczalnym nacisku pojedynczej osi napędowej do 11,5 t;
- Kategoria VII

Przed 13 marca 2021 r. zezwolenie kategorii VII na przejazd pojazdu nienormatywnego wydawano na jednokrotny lub wielokrotny przejazd po drogach publicznych w wyznaczonym czasie, na trasie wyznaczonej w zezwoleniu. Zezwolenie wydawano dla pojazdu, którego ruch ze względu na jego wymiary, masę lub naciski osi nie jest możliwy na podstawie zezwoleń kategorii I–VI.
Zezwolenie mogło być wydane, pod warunkiem że: ładunek był niepodzielny, uzyskano na przejazd zgodę zarządcy drogi, właściwego dla trasy przejazdu, istniały możliwości wyznaczenia trasy przejazdu zapewniającej bezpieczeństwo oraz efektywność ruchu drogowego, a w szczególności: natężenie ruchu umożliwiało bezpieczny przejazd pojazdu nienormatywnego, stan technicznej sprawności budowli usytuowanych w ciągu rozpatrywanej trasy przejazdu, określony na podstawie przepisów Prawa budowlanego, umożliwiał przejazd oraz że przejazd nie stwarzał zagrożenia stanu technicznego obiektów budowlanych położonych w pobliżu trasy przejazdu.
Zezwolenie wydawał, po uzgodnieniu z innymi zarządcami dróg i po uiszczeniu opłaty, Generalny Dyrektor Dróg Krajowych i Autostrad, w terminie 14 dni roboczych od dnia złożenia wniosku. Jeżeli trasa przejazdu pojazdu nienormatywnego przebiegała w granicach administracyjnych miasta na prawach powiatu i nie przebiega autostradą lub drogą ekspresową, zezwolenie wydawał prezydent miasta. Jeżeli przejazd pojazdu nienormatywnego wymagał określenia zakresu przystosowania infrastruktury drogowej położonej na trasie przejazdu, termin wydania zezwolenia mógł ulec przedłużeniu do 30 dni, jednakże organ wydający zezwolenie miał obowiązek powiadomić o tym przewoźnika w terminie 7 dni od dnia złożenia wniosku. Zezwolenie takie ważne było przez 14 dni na przejazd jednokrotny lub przez 30 dni na przejazdy wielokrotne.
W zezwoleniu wskazywano okres ważności zezwolenia; trasa przejazdu; liczba przejazdów; pojazd, którym będzie wykonywany przejazd; warunki przejazdu, w tym zakres dostosowania infrastruktury drogowej na trasie przejazdu; sposób pilotowania, o ile jest ono wymagane.
Zezwolenie wydawano na drogi wskazane w zezwoleniu dla pojazdów: o wymiarach oraz rzeczywistej masie całkowitej większych od wymienionych w kategoriach I–VI oraz o naciskach osi przekraczających wielkości przewidziane dla dróg o dopuszczalnym nacisku pojedynczej osi napędowej do 11,5 t.
- Pilotowanie pojazdu nadgabarytowego:

Dodatkowo pojazd nienormatywny zawsze musi być pilotowany, gdy przekracza co najmniej jedną z następujących wielkości:
a) długość – 23 m,

b) szerokość – 3,2 m,

c) wysokość – 4,5 m,

d) rzeczywista masa całkowita – 60 t;
Odbywać się ono może przy pomocy policji oraz wojska.
Pojazd nienormatywny musi być pilotowany przez minimum dwa pojazdy, gdy przekracza co najmniej jedną z następujących wielkości:
a) długość – 30 m,

b) szerokość – 3,6 m,

c) wysokość – 4,7 m,

d) rzeczywista masa całkowita – 80 t.
Wymagania dotyczącego pojazdu pilotującego oraz osoby wykonującej pilotaż określa rozporządzenie ministra.
Do podstawowego wyposażenia pojazdu pilotującego należą:
- tablica informacyjna zgodna z rozporządzeniem właściwego ministra
- minimum dwa światła błyskowe barwy żółtej
- środek bezpośredniej łączności z pojazdem pilotowanym (np. CB radio)
- urządzenie nagłaśniające.

Transport ładunków nienormatywnych
Transport nienormatywny to gałąź przewozów, która wiąże się z koniecznością przekroczenia przez środek transportu dopuszczalnych prawnie parametrów. Czasem nawet sam zestaw pojazdów przekracza te parametry (bez ładunku). W Polsce maksymalne dopuszczalne wymiary zestawu pojazdów to:
a) długość dla ciągnika siodłowego z naczepą 16,5 m (lub 18,75 m dla ciężarówki z przyczepą)

b) szerokość – 2,55 m (wyjątkiem jest zabudowa chłodnicza, dla której dopuszcza się szerokość 2,6 m)

c) wysokość – 4,0 m

d) rzeczywista masa całkowita – 40 t.
Warunkiem obligatoryjnym obowiązującym w Polsce jest niepodzielność ładunku, tj. przy transporcie nienormatywnym zgodnie z prawem o ruchu drogowym na jednym zestawie pojazdu może się znajdować tylko niepodzielny ładunek. Oznacza to, że auto ważące na pusto bez ładunku 16 ton, może przewieźć na podstawie zezwolenia przejazdu jedną koparkę o masie 30 ton, ale dwóch o masie 15 ton naraz już nie.